# دل جيمس
دل جيمس (بالإنجليزية: Del James)‏ هو مغن مؤلف وملحن أمريكي، ولد في 5 فبراير 1964 في نيو روتشيل في الولايات المتحدة.

## وصلات خارجية
- دل جيمس على موقع ميوزك برينز (الإنجليزية)
- دل جيمس على موقع أول ميوزيك (الإنجليزية)
- دل جيمس على موقع ديسكوغز (الإنجليزية)